# Frederick Whittlesey
Frederick Whittlesey (* 12. Juni 1799 in New Preston, Connecticut; † 19. September 1851 in Rochester, New York) war ein US-amerikanischer Jurist und Politiker. Zwischen 1831 und 1835 vertrat er den Bundesstaat New York im US-Repräsentantenhaus. Die Kongressabgeordneten Elisha Whittlesey und Thomas T. Whittlesey waren seine Cousins.

## Werdegang
Frederick Whittlesey ging akademischen Studien nach. 1818 graduierte er am Yale College. Er studierte Jura. Nach dem Erhalt seiner Zulassung als Anwalt 1821 in Utica begann er im Frühjahr 1822 in Cooperstown zu praktizieren. Später im Jahr zog er nach Rochester. Er war 1829 und 1830 Schatzmeister im Monroe County. Politisch gehörte er der Anti-Masonic Party an.
Bei den Kongresswahlen des Jahres 1830 für den 22. Kongress wurde Whittlesey im 27. Wahlbezirk von New York in das US-Repräsentantenhaus in Washington, D.C. gewählt, wo er am 4. März 1831 die Nachfolge von Timothy Childs antrat. 1832 kandidierte er im 28. Wahlbezirk von New York für den 23. Kongress. Nach einer erfolgreichen Wahl trat er am 4. März 1833 die Nachfolge von Grattan H. Wheeler an. Er schied nach dem 3. März 1835 aus dem Kongress aus. Während seiner letzten Amtsperiode hatte er den Vorsitz im Committee on Expenditures im Kriegsministerium.
Nach seiner Kongresszeit ging er wieder seiner Tätigkeit als Anwalt nach. Er war 1838 City Attorney in Rochester. Zwischen 1839 und 1847 bekleidete er den Posten als Vice Chancellor im 8. Gerichtsbezirk von New York. Er war 1847 und 1848 Richter am New York Supreme Court und 1850 und 1851 Juraprofessor am Genesee College. Whittlesey verstarb am 19. September 1851 in Rochester. Sein Leichnam wurde dann auf dem Mount Hope Cemetery beigesetzt.